# Vincenzo Gioberti (Schiff)
Die Vincenzo Gioberti war ein italienischer Zerstörer der Oriani-Klasse der Regia Marina im Zweiten Weltkrieg. Er wurde nach Vincenzo Gioberti, einem italienischen Politiker und Philosophen im 19. Jahrhundert benannt.

## Bau

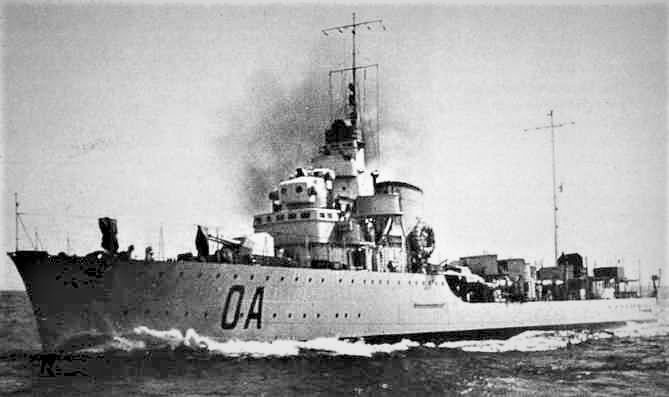
Das Typschiff Alfredo Oriani

Die Vincenzo Gioberti wurde am 2. Januar 1936 auf der Werft Odero Terni Orlando in Livorno als zweites Schiff der Klasse auf Kiel gelegt. Der Stapellauf erfolgte am 19. September des gleichen Jahres, die Indienststellung am 27. Oktober 1937.
Die Oriani- oder Poeti-Klasse, zu der dieses Schiff gehörte, war eine modifizierte Version der Maestrale-Klasse mit höherer Maschinenleistung und modernerer Fla-Bewaffnung. Sie bestand außerdem noch aus den Schiffen Alfredo Oriani, Giosue Carducci und Vittorio Aliferi, die alle bei Odero Terni-Orlando (OTO) in Livorno gebaut wurden.

Die vier Zerstörer waren Vorläufer der Soldati-Klasse, von denen 17 fertiggestellt wurden.

## Gefechte und Verbleib
Beim Kriegseintritt Italiens im Juni 1940 bildete die Gioberti mit ihren Schwesterschiffen das „9. Zerstörergeschwader“ (it: IX. Squadriglia Cacciatorpediniere), das in Messina und Agusta stationiert war. Am 9. Juli 1940 war die Gioberti mit dem 9. Zerstörergeschwader und ihren Schwesterschiffen Alfieri, Carducci und Oriani an der Seeschlacht bei Punta Stilo südlich von Kalabrien beteiligt. Die Zerstörer gehörten zu den italienischen Einheiten, die am späten Nachmittag einen Torpedoangriff auf den britischen Verband erfolglos versuchten. Am 27. November waren Gioberti und ihre Schwesterschiffe an der Seeschlacht bei Kap Teulada oder bei Kap Spartivento beteiligt, ohne in das knapp einstündige Artilleriegefecht eingreifen zu können. Der italienische Zerstörer Lanciere wurde durch eine Salve des britischen Leichten Kreuzers Manchester schwer beschädigt, während der britische Schwere Kreuzer Berwick zwei Treffer erhielt, die jedoch nur geringe Schäden anrichteten. Die Briten konnten ihre Pläne zur Verstärkung Maltas und der Mediterranean Fleet im östlichen Mittelmeer durchsetzen.
Am 6. Januar 1941 beschoss die 9. Zerstörer-Flottille mit Alfieri, Carducci, Gioberti sowie der Fulmine und den vier Booten der 14. T-Boot-Flottille griechische Stellungen an der Front in Albanien.

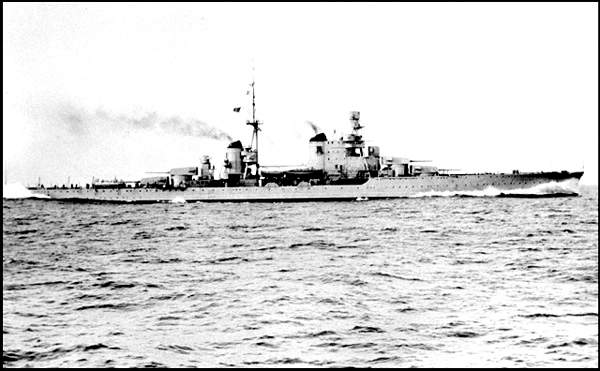
Die Pola

Ende März sicherte die Flottille mit Gioberti, Alfieri, Oriani und Carducci die 1. Division mit den Schweren Kreuzern Zara, Pola, Fiume aus Tarent, als die italienische Flotte mit dem Schlachtschiff Vittorio Veneto, insgesamt sechs Schweren Kreuzern, zwei Leichten Kreuzern und dreizehn Zerstörern versuchte, britische Truppentransporte von Ägypten nach Griechenland anzugreifen. Von diesem Plan hatten die Briten durch ihre Funkaufklärung schon einen Tag vor dem Auslaufen der italienischen Flotte Kenntnis, unterbrachen ihre Transporte nach Griechenland und marschierten mit drei älteren Schlachtschiffen, dem Flugzeugträger Formidable , vier Leichten Kreuzern und dreizehn Zerstörern der italienischen Flotte entgegen.

Näheres siehe: Schlacht bei Kap Matapan

Die Schlacht war auch das Ende der IX Squadriglia Cacciatorpediniere in ihrer ursprünglichen Formation. Die Zerstörer gehörten mit den schweren Kreuzern der 1. Division zur Sicherung der die Operation abbrechenden Vittorio Veneto. Am Abend sollten die Kreuzer und Zerstörer der bei der Verteidigung des Schlachtschiffs getroffenen und liegengebliebenen Pola helfen und liefen zurück und direkt in die dem italienischen Verband folgenden Briten, die Radar-unterstützt schossen und trafen. In dem kurzen Nachtgefecht mit den britischen Einheiten wurde die Vittorio Alfieri bewegungsunfähig geschossen und schließlich von der Stuart versenkt. 211 der 257 Männer an Bord starben, von den Überlebenden gerieten 23 in britische Kriegsgefangenschaft. Ebenfalls verloren ging das Schwesterschiff Giosuè Carducci, das nach britischem Artilleriebeschuss lichterloh brannte und durch einen Torpedo der Havock versenkt wurde. Von den 209 Mann an Bord konnte das italienische Hospitalschiff Gradisca in den beiden folgenden Tagen noch 35 Mann retten. Auch die Oriani wurde von den Briten getroffen, konnte sich aber zurückziehen. Allein Vincenzo Gioberti blieb in dem Gefecht unversehrt.
Ab Ende April 1941 gehörte die allein einsatzfähige Gioberti zur Fernsicherung der Geleitzüge nach Nordafrika durch die 3. und 7. Division der italienischen Flotte mit zwei Schweren Kreuzern, einem Leichten Kreuzer und zwei Zerstörern der Soldati-Klasse. Die Nahsicherung bestand aus älteren Zerstörern und Torpedobooten. Zum Schutz des deutsch-italienischen Versorgungsverkehrs nach Nordafrika verlegten fünf Leichte Kreuzer und sieben Zerstörer, darunter die Gioberti, der Regia Marina am 3. Juni 1941 nordöstlich von Tripolis zwei Defensiv-Minensperren gegen britische Vorstöße auf die Küsten von Italienisch-Nordafrika. Anschließend wurde die Gioberti wieder im Geleitdienst eingesetzt und bildete mit zwei Zerstörern der Soldati-Klasse und der Da Noli die Nahsicherung der vier großen Truppentransporter Esperia, Marco Polo, Oceania und Neptunia von Neapel nach Tripolis. Wegen erwarteter Angriffe lief der Verband Tarent als Zwischenstopp an, wo bei mehreren britischen Luftangriffen die Esperia leicht beschädigt wurde. Der Einsatz der Flugzeuge erfolgte auf der Basis von Ultra-Auswertungen. Auf dem Weg nach Nordafrika aufgestellte U-Boote entdeckten das Geleit nicht, das ab dem 30. wieder zurückmarschierte und am 2. Juli ohne Schäden Neapel erreichte.

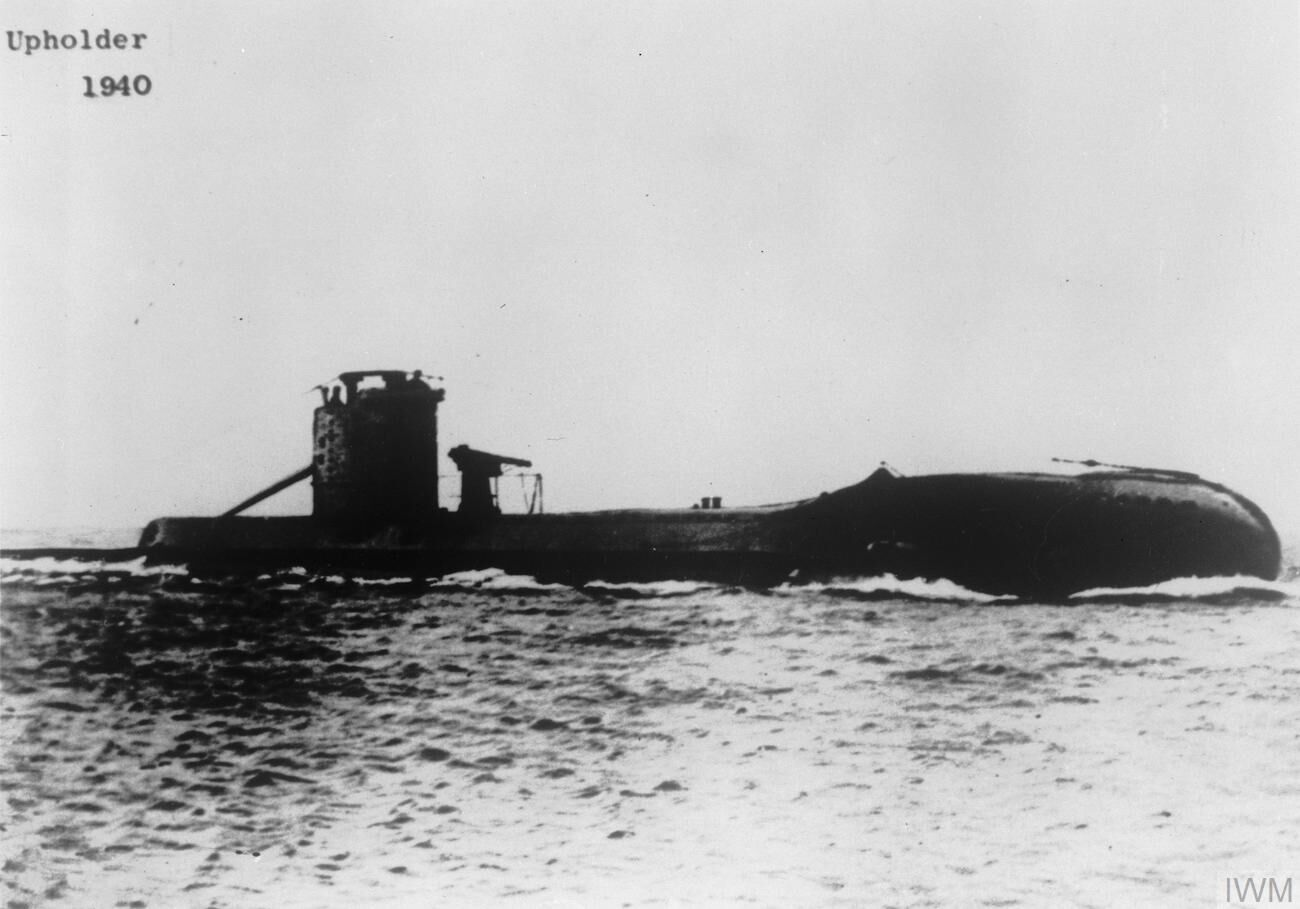
Das britische U-Boot Upholder

Ende Juli 1941 sicherte Gioberti zusammen mit dem reparierten Schwesterschiff Oriani und drei Zerstörern der Soldati-Klasse die Truppentransporter Neptunia, Oceania und Marco Polo auf der Fahrt von Tarent nach Tripolis, der 29. bis zum 31. Juli wieder geschlossen in gleicher Zusammensetzung nach Neapel zurücklief.
Ab dem 16. September lief ein weiterer Nordafrika-Geleitzug mit den Truppentransportern Vulcania, Oceania und Neptunia, gesichert von fünf Zerstörern, darunter die Gioberti, von Tarent nach Tripolis. Durch die Entschlüsselung deutscher und italienischer Funksprüche hatten die Briten schon 15. September Kenntnis von diesem Geleit, das schon am 17. östlich Kalabrien auch durch ihre Luftaufklärung entdeckt wurde, und sie konnten vier U-Boote auf dem erkannten Marschweg in Stellung bringen. Am 18. morgens versenkte Upholder die Neptunia (19.475 BRT) und die Oceania (19.507 BRT). Ein Fächerschuss der Ursula gegen die Vulcania konnte ausmanövriert werden; Upright wurde durch die Sicherungszerstörer abgedrängt. Von den beiden versenkten Schiffen konnten die Italiener noch 6500 Mann retten, 384 Mann starben beim Untergang der beiden Transporter.
Am 18. Oktober begleitete Gioberti mit fünf weiteren Zerstörern und einem Torpedoboot einen Konvoi von fünf Dampfern auf dem Weg nach Nordafrika, als nahe Lampedusa das britische U-Boot Ursula den italienischen Tanker Beppe (4859 BRT) torpediert, das durch Ultra-Auswertung in den Kurs des Geleits geführt worden war. Am Abend wurde noch der Frachter Caterina (4786 BRT), von einem britischen Flugzeug torpediert und sank am 19. am Haken des deutschen Schleppers Max Berendt. Die Beppe hingegen konnte der italienische Schlepper Ciclope nach Tripolis bringen. Gesichert von sechs Zerstörern, darunter die Oriani, lief das italienische Nachschubgeleit Beta mit fünf Transportern (mit 13.290 ts Material, 1.579 ts Munition, 389 Fahrzeugen, 145 italienischen und 78 deutschen Soldaten) und zwei Tankern (mit 17.281 ts Treibstoff) Anfang November 1941 von Neapel durch die Straße von Messina nach Tripolis. Gesichert wurde das Geleit zusätzlich durch eine Ferndeckungsgruppe mit den Schweren Kreuzern Trento, Trieste und vier Zerstörern der Soldati-Klasse.
Die Briten konnten den Funkverkehr der deutschen Luftwaffe auffangen und entschlüsseln und den Konvoi am 8. November durch einen Maryland-Bomber der 69. RAF-Squadron aus Malta entdecken. Am 9. November 1941 griff die britische Force K aus Malta mit den Kreuzern Aurora und Penelope sowie den Zerstörern Lance und Lively den Konvoi an und konzentrierte sich auf die Vernichtung der Transporter.
Siehe: Vernichtung des Duisburg-Konvois und Lance (Schiff, 1941)

Versenkt wurden die fünf Frachter, darunter das deutsche Motorschiff Duisburg (7389 BRT), die beiden Tanker und der Zerstörer Fulmine. Die Zerstörer Grecale und Euro wurden beschädigt, später sank noch der Zerstörer Libeccio nach einem Torpedotreffer, den die beschädigte Euro einige Zeit Richtung Sizilien geschleppt hatte. Dem angegriffenen Verband zur Hilfe kamen Hilfsschiffe wie die Arno (ex Wandilla) und die Zerstörer Da Recco, Usodimare sowie die Gioberti aus Trapani; insgesamt konnte 704 Überlebende der versenkten Schiffe gerettet werden. Die angespannte Versorgungslage der deutsch-italienischen Afrika-Armee zwang die Regia Marina zu weiteren Anstrengungen, um Nachschub nach Nordafrika durchzubringen. Man verkleinerte die abfahrenden Konvois und hoffte so die alliierte Beobachtung zu täuschen. So startete am 19. November der 1. Konvoi mit zwei Frachtern in Neapel begleitet von den Zerstörern Maestrale und Gioberti nach Tripolis, denen in beiden folgenden Tagen jeweils zwei weitere Frachter mit je einem Zerstörer und einem Torpedoboot folgten. Als Deckungsgruppe war aber auch die 3. Division mit drei Schweren Kreuzern von Neapel ausgelaufen und beim Marsch durch die Messina-Straße stieß die 8. Division mit zwei Leichten Kreuzern und fünf Soldati-Zerstörern zur Deckungsgruppe. Britische U-Boote hatten gegen die Verbände bereits Stellung bezogen und Utmost konnte in der Nacht zum 21. die Trieste torpedieren, die aber Messina erreichte. Am frühen Morgen erhielt dann die Duca degli Abruzzi einen Lufttorpedotreffer, der erhebliche Schäden verursachte. Da dann der B-Dienst das Auslaufen der Force K aus Malta meldete und diese anscheinend unbemerkt die italienischen U-Boote vor Malta passiert hatte, erhielten die verbliebenen Schweren Kreuzer den Befehl mit allen Transportern Tarent anzulaufen, während die 8. Division mit acht Zerstörern die schwerbeschädigte Duca degli Abruzzi sichern und in einen italienischen Hafen bringen sollte. Nachdem in der Zwischenzeit kleine Gruppen Afrika erreichten, versuchte die italienische Marine Mitte Dezember 1941 mit der Geleitoperation M.41 acht Transporter, gesichert von 7 Zerstörern und 2 Torpedoboote-Booten, in drei Gruppen nach Bengasi bringen. Zur Deckung wurden mit vier Schlachtschiffen, fünf Kreuzern und 18 Zerstörern der gesamte verfügbare Bestand der italienischen Flotte eingesetzt. Aber auch diese Operation wurde abgebrochen, nachdem das britische U-Boot Urge die Vittorio Veneto torpediert hatte, das schwer beschädigt Tarent erreichte.
Am 17. Dezember 1941 waren Gioberti und Oriani am Seegefecht im Golf von Syrte (italienisch Prima battaglia della Sirte) beteiligt, ohne in den kurzen Schusswechsel auf großer Distanz eingreifen zu können. Für beide Seiten hatte der Schutz ihrer Geleite Vorrang, dazu erkannten die Briten frühzeitig ihre Unterlegenheit. Die Briten brachten die Breconshire nach Malta, die Italiener konnten acht Transporter nach Libyen geleiten.
Anfang Januar 1942 gehörte die Gioberti mit dem Schwesterschiff Oriani zur Nahsicherung der italienischen Nachschub-Operation M.43, mit deren drei Gruppen fünf Frachter und ein Tanker nach Afrika gelangten.
Anschließend wurde die Gioberti, wie schon das Schwesterschiff Oriani nach den Beschädigungen bei Matapan, überholt und umbewaffnet. - Ein Drillings-Torpedorohrsatz wurde entfernt; zusätzlich erhielt der Zerstörer ein 120-mm-L/15-Geschütz für Leuchtgranaten, zwei 37-mm-L/54-Breda M.1939-Fla-Geschütze und 2 20 mm-L/70-Scotti-Isotta Fraschini M.1939-Zwillings-Fla-Kanonen. Zusätzlich erhielt der Zerstörer ein Sonargerät aus deutscher Produktion.
Am 13. Juni ging die 7. italienische Division mit den Kreuzern Eugenio di Savoia und Montecuccoli sowie den Zerstörern Oriani, Ascari und Gioberti von Cagliari aus in See, um den britischen Konvoi Harpoon auf der Höhe von Cap Bon anzugreifen, wurde aber nach einem fehlgeschlagenen britischen U-Boot-Angriff und Meldungen über weitere U-Boote schon nach kurzer Zeit nach Palermo zurückgerufen. An einem zweiten Angriffsversuch der italienischen Marine am folgenden Tag konnte Gioberti wegen Maschinenschäden nicht teilnehmen, sondern musste umkehren.

Ein für den 13. August vorgesehener Angriff italienischer Überwasserstreitkräfte mit sechs Kreuzern und 11 Zerstörern (darunter Gioberti und Oriani) auf den Konvoi Pedestal von Gibraltar nach Malta wurde abgebrochen, da keine ausreichende Luftsicherung von den Luftwaffen der Achsenmächte gestellt werden konnte. Auf dem Rückmarsch torpedierte das britische U-Boot Unbroken die Kreuzer Bolzano und Attendolo bei den Äolischen Inseln. Die schwer beschädigte und brennende Bolzano konnte in Etappen nach La Spezia gebracht werden, wo sie repariert werden sollte. Am 22. Juni 1944 versenkten italienische Kampfschwimmer das Schiff im von deutschen Truppen besetzten Hafen von La Spezia. Muzio Attendolo hatte den Bug bis zum ersten Turm verloren, konnte aber über messina schließlich nach Neapel geschleppt werden, wp das Schiff bis zum Jahresende wieder in Stand gesetzt werden.

Aus einem von den Zerstörern Maestrale und Gioberti gesicherten Nachschubkonvoi nach Tripolis versenkte United in der Nacht zum 18. August bei Pantelleria die Rosolino Pilo (8326 BRT), einen Munitionstransporter, der zuvor bereits von einem Torpedoflugzeug aus Malta beschädigt worden war, und durch den Torpedotreffer zerrissen wurde. Dabei beschädigten durch die Luft wirbelnde Wrackteile auch das angreifende U-Boot. 

Mitte Oktober 1942 sicherten Gioberti und Oriani  mit vier weiteren Zerstörern und zwei Torpedobooten die Transporter Beppe , Capo Orso und Titania  auf dem Weg von Neapel nach Tripoli, denen sich noch der Tanker Saturno (5022 BRT) anschloss. Seit dem 18. Oktober wurde der Konvoi von britischen Flugzeugen und U-Booten angegriffen. Der Konvoi verlor den Zerstörer Giovanni Da Verrazzano der Navigatori-Klasse sowie die Beppe (4459 BRT) und Titania (5397 BRT). 

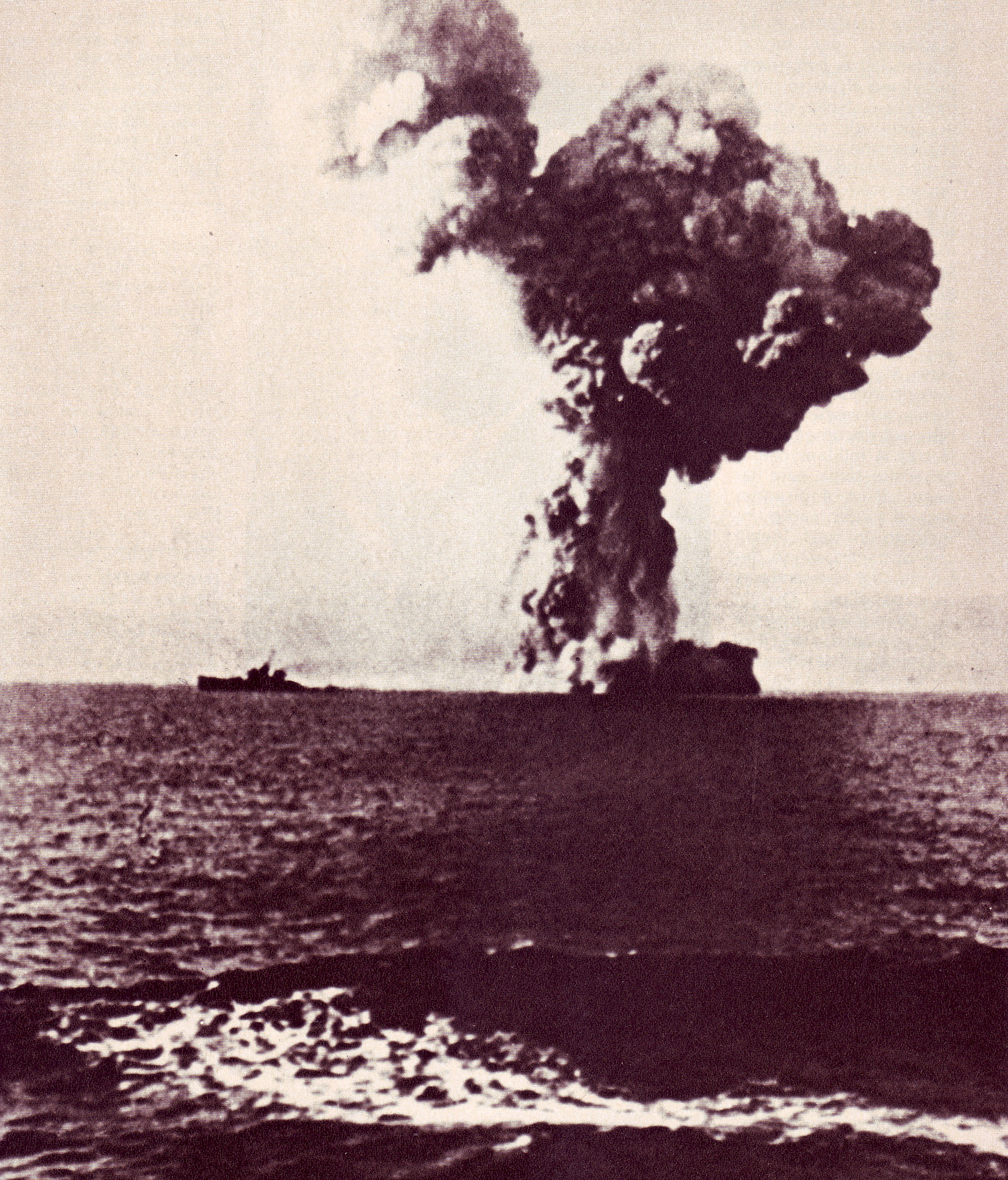
Die Vincenzo Gioberti nach den beiden Torpedotreffern

In den beiden ersten Monaten des Jahres 1943 war die Vincenzo Gioberti mehrfach als Truppentransporter nach Tunis und Bizerta im Einsatz. Bei diesen Einsätzen liefen die italienischen Zerstörer in Gruppen von drei bis fünf Booten.

### Das Ende derVincenzo Gioberti

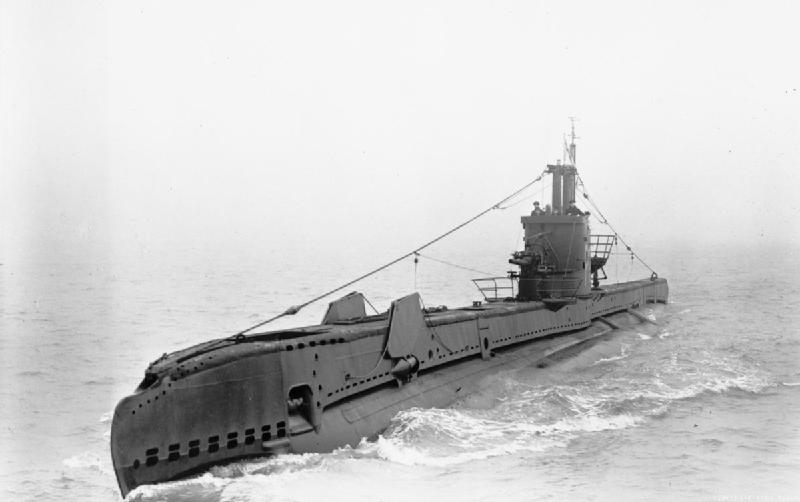
Die Simoom vernichtete die Vincenzo Gioberti

Am 9. August 1943 wurde die Vincenzo Gioberti vor dem Kriegshafen La Spezia von dem britischen Unterseeboot Simoon torpediert und auf der Position 44° 4′ N, 9° 23′ O versenkt. Das U-Boot gehörte zur Sicherung des Kreuzers Giuseppe Garibaldi. Während der Kreuzer sofort Ausweichbewegungen einleitete, erhöhte die Vincenzo Gioberti nur ihre Geschwindigkeit und behielt ihren Kurs bei. So verfehlten die vier Torpedos des britischen U-Boots zwar den Kreuzer, zwei trafen aber den dahinter fahrenden und auf Kurs bleibenden Zerstörer. Das durch die Torpedos abgetrennte Vorschiff lief noch einen Moment weiter, ehe es sank. Von aus La Spezia zur Hilfe eilenden Booten konnten noch 171 Mann der Gioberti gerettet werden.
Vincenzo Gioberti hatte bis zum Untergang 216 Einsätze durchgeführt, dabei zwölf Mal die Flotte begleitet, einen Einsatz als Minenleger und einen als U-Boot-Jäger durchgeführt. 60 mal hatte sie Sicherungsaufgaben an Konvois erfüllt und 31 mal selbst als Transporter gedient. Der Zerstörer hatte bei allen Einsätzen im Krieg 74.071 Seemeilen zurückgelegt.